# Плоскуша (приток Матыры)
Плоскуша — река в России, протекает в Тамбовской области. Левый приток Матыры.

## География
Река Плоскуша берёт начало у посёлка Хоперка. Течёт на северо-запад. На реке образованы пруды. Устье реки находится неподалёку от деревни Павлово-Титово в 140 км по левому берегу реки Матыра. Длина реки составляет 30 км, площадь водосборного бассейна 280 км².

## Данные водного реестра
По данным государственного водного реестра России относится к Донскому бассейновому округу, водохозяйственный участок реки — Матыра, речной подбассейн реки — бассейны притоков Дона до впадения Хопра. Речной бассейн реки — Дон (российская часть бассейна).
По данным геоинформационной системы водохозяйственного районирования территории РФ, подготовленной Федеральным агентством водных ресурсов:
- Код водного объекта в государственном водном реестре — 05010100412107000002819
- Код по гидрологической изученности (ГИ) — 107000281
- Код бассейна — 05.01.01.004
- Номер тома по ГИ — 07
- Выпуск по ГИ — 0